# 草壁愛
草壁 愛（くさかべ あい）は元NHK神戸放送局の契約アナウンサー。

## 経歴
兵庫県神戸市出身。
大学在学中に神戸ウエディングクイーンに選ばれて神戸と神戸ウエディングのＰＲのために一年間活動していた。
2018年にNHK広島放送局から現所属の神戸局に異動し、夕方のニュースでキャスターをつとめている。
2023年03月24日の放送分をもって、NHK神戸局夕方のニュースキャスターを退任。

## 人物・エピソード
- 国語の教員免許をもっている。
- 高校2年生、3年生の時に宝塚音楽学校受験に挑戦して、いずれも最終試験まで進んだ。

## 過去の担当番組
- Live Love ひょうご（キャスター）